# Hibbertopterus
Hibbertopterus † és un gènere d'euriptèrides de la família Hibbertoperidae que van habitar els aiguamolls d'Escòcia del Carbonífer superior al Permià superior. S'alimentaven de petits organismes que habitaven en aiguamolls d'aigua dolça i els rius, rastellant en el sediment tou, amb fulles en les seves extremitats anteriors amb la qual capturava petits invertebrats.
Recentment s'ha confirmat que és un membre derivat del grup Stylonurina, amb el gènere Drepanopterus † pot ser un membre basal de la superfamília. Es creu que Hibbertopterus va ser un dels primers animals aquàtics a aconseguir una locomoció terrestre; s'han trobat petjades en West Lothian (Escòcia) que mesuraven uns sis metres de longitud per un metre d'amplària, la qual cosa suggereix que l'animal va aconseguir la longitud d'1,8 metres. La petjada està farcida d'arenisca i, per tant, mostra la pista en relleu negatiu; un solc apareix com una cresta.